# Бобслей на зимових Олімпійських іграх 1956
Змагання з бобслею на зимових Олімпійських іграх 1956 тривали з 27 січня до 7 лютого в Кортіна-д'Ампеццо (Італія).

## Таблиця медалей
| Місце              | Країна             | Золото | Срібло | Бронза | Загалом |
| ------------------ | ------------------ | ------ | ------ | ------ | ------- |
| 1                  | Італія             | 1      | 2      | 0      | 3       |
| 2                  | Швейцарія          | 1      | 0      | 1      | 2       |
| 3                  | США                | 0      | 0      | 1      | 1       |
| Загалом (3 збірні) | Загалом (3 збірні) | 2      | 2      | 2      | 6       |

## Чемпіони та призери
| Дисципліна          | Золото                                                                         | Срібло                                                                                | Бронза                                                            |
| ------------------- | ------------------------------------------------------------------------------ | ------------------------------------------------------------------------------------- | ----------------------------------------------------------------- |
| Двійки (чоловіки)   | Італія (ITA) Італія I Ламберто Далла Коста Джакомо Конті                       | Італія (ITA) Італія II Еудженіо Монті Ренцо Альвера                                   | Швейцарія (SUI) Швейцарія I Макс Анґст Гаррі Ворбертон            |
| Четвірки (чоловіки) | Швейцарія (SUI) Швейцарія I Франц Капус Ґотфрід Дінер Роберт Аль Гайнріх Анґст | Італія (ITA) Італія II Еудженіо Монті Ульріко Джирарді Ренцо Альвера Ренато Мочелліні | США (USA) США I Артур Тайлер Вільям Додж Чарлз Батлер Джеймс Лемі |